# Штеффен Зайберт
Штеффен Зайберт (нім. Steffen Seibert, нар. 7 червня 1960, Мюнхен) — колишній німецький журналіст, і політичний діяч. З серпня 2010 року по грудень 2021 року він був урядовим речником федерального уряду Німеччини та керівником пресслужби та інформації федерального уряду на посаді державного секретаря. Раніше він був тележурналістом у ZDF. З 2003 по 2010 рік вів головну передачу «Новини сьогодні». У березні 2022 року з'явилась інформація, що він стане послом Німеччини в Ізраїлі.